# Barleria mirabilis
Barleria mirabilis, vrsta drveta iz porodice primogovki (Acanthaceae), otkriveno tek 20. lipnja 2014. godine na platou Uzondo u zapadnoj Tanzaniji,, a opisana je 2016. Mpanda Distr., kamp 5

## Vanjske poveznice
- Barleria - The Plant List The Plant List, version 1.1.
- Tropicos Name - Barleria Botanički vrt Missouri